# Imperial Oil
Imperial Oil Limited (фр. Compagnie Pétrolière Impériale Limitée) — крупнейшая нефтяная компания Канады. Компания занимается разведкой, добычей и реализацией нефти и природного газа. 69,6 % компании принадлежит американскому гиганту ExxonMobil. Imperial Oil владеет компанией Syncrude Canada Ltd., крупнейшим производителем нефти из так называемых нефтяных песков. Компания владеет сетью АЗС в Канаде, которые работают в основном под маркой Esso.

## История

### XIX век
Компания была основана в 1880 году. Первым президентом компании стал Фредерик Фитцгеральд. На тот момент компании принадлежало 2 НПЗ. Изначально деятельность компании сосредотачивалась в основном в провинции Онтарио.
В 1887 году в капитал компании входит американская Standart Oil в обмен на ряд активов американской компании, в частности НПЗ в Сарнии, который к концу XIX века стал крупнейшим в Канаде.

### XX век
В 1902 году у компании появился первый танкер «Империал», способный перевозить 6450 баррелей нефти.
В 1907 году компания строит первую АЗС в Ванкувере. В последующие годы, из-за расширения автопарка, который к 1910 году насчитывал в Канаде 6000 единиц, ассортимент компании расширяется за счёт автомобильных масел.
В 1924 году в компании появился первый научно-исследовательский отдел, который возглавил Реджинальд Стратфорде.
В 1939 году компания начинает производство синтетического каучука. Значение синтетического каучука в полной мере проявилось во время второй мировой войны, когда союзники были отрезаны от поставок натурального каучука.
В 1942 году компания принимает участие в строительстве 1000-километрового нефтепровода Норманн Уэллс — Уайтхорс. Нефтепровод был резервным на случай, если другие пути поступления нефти будут отрезаны в период войны. Реально данный нефтепровод никогда не использовался.
В 1947 году Imperial Oil начинает добычу нефти в Западной Канаде.
К 1949 году научно-исследовательский центр в Сарнии добился успеха в изучении процесса каталитического крекинга, что позволило увеличить глубину переработки нефти и повысить выход светлых нефтепродуктов.
В 1955 году вводится в эксплуатацию завод смазочных материалов в Эдмонтоне. Это было первое подобное производство в Западной Канаде.
В середине 60-х годов начинаются разведочные работы в Северной Канаде, в том числе за Полярным кругом.
В 1969 году компания открывает завод удобрений.
В 1970 году Imperial Oil добывает свою первую нефть на Арктике, в 145 км к востоку от устья реки Маккензи. Двумя годами позже там же начинается активная добыча природного газа.
В 1975 году вблизи города Эдмонтон входит в строй новый НПЗ, призванный заменить старые НПЗ компании в Эдмонтоне, Регине, Виннипеге и Калгари.
В 1978 году компания первой в Канаде на своих АЗС начала реализацию неэтилированного бензина.
К 1985 году компания полностью завершает строительство нефтедобывающего комплекса в устье реки Макензи. Инвестиции в проект составили около $600 млн. Добыча нефти достигла 33 тыс. баррелей в сутки.

### XXI век
К началу XXI века Imperial Oil является одним из лидеров в использовании попутного нефтяного газа. Теперь попутный газ не сжигается, а идёт на дальнейшую переработку, что позволяет получать дополнительную прибыль и снижать вредные выбросы в окружающую среду

## Деятельность
Imperial Oil является одной из крупнейших компаний Канады и крупнейшей нефтяной компанией страны. Также компания является крупнейшим нефтепереработчиком страны, имея 3 современных НПЗ общей производительностью 428 тыс. баррелей в сутки, рядом с одним из них находится нефтехимический завод производительностью 831 тыс. тонн в год. Розничная сеть насчитывает 2400 АЗС, работающих под брендами Esso и Mobil.
Доказанные запасы углеводородов на конец 2021 года составляли 2,717 млрд баррелей н. э., из них 2,216 млрд баррелей пришлось на битуминозные пески, 438 млн баррелей — на нефть, а также 7,96 млрд м³ природного газа. Среднесуточный уровень добычи составлял 408 тыс. баррелей нефти и 3,4 млн м³ природного газа. Основные месторождения битуминозных песков: Керл (Kearl, 186 тыс. баррелей в сутки), Колд-Лейк (Cold Lake, 140 тыс. баррелей), Синкрюд (Syncrude, 71 тыс. баррелей).

## Собственники и руководство
69,6 % компании принадлежит ExxonMobil.